# Fullerstaån

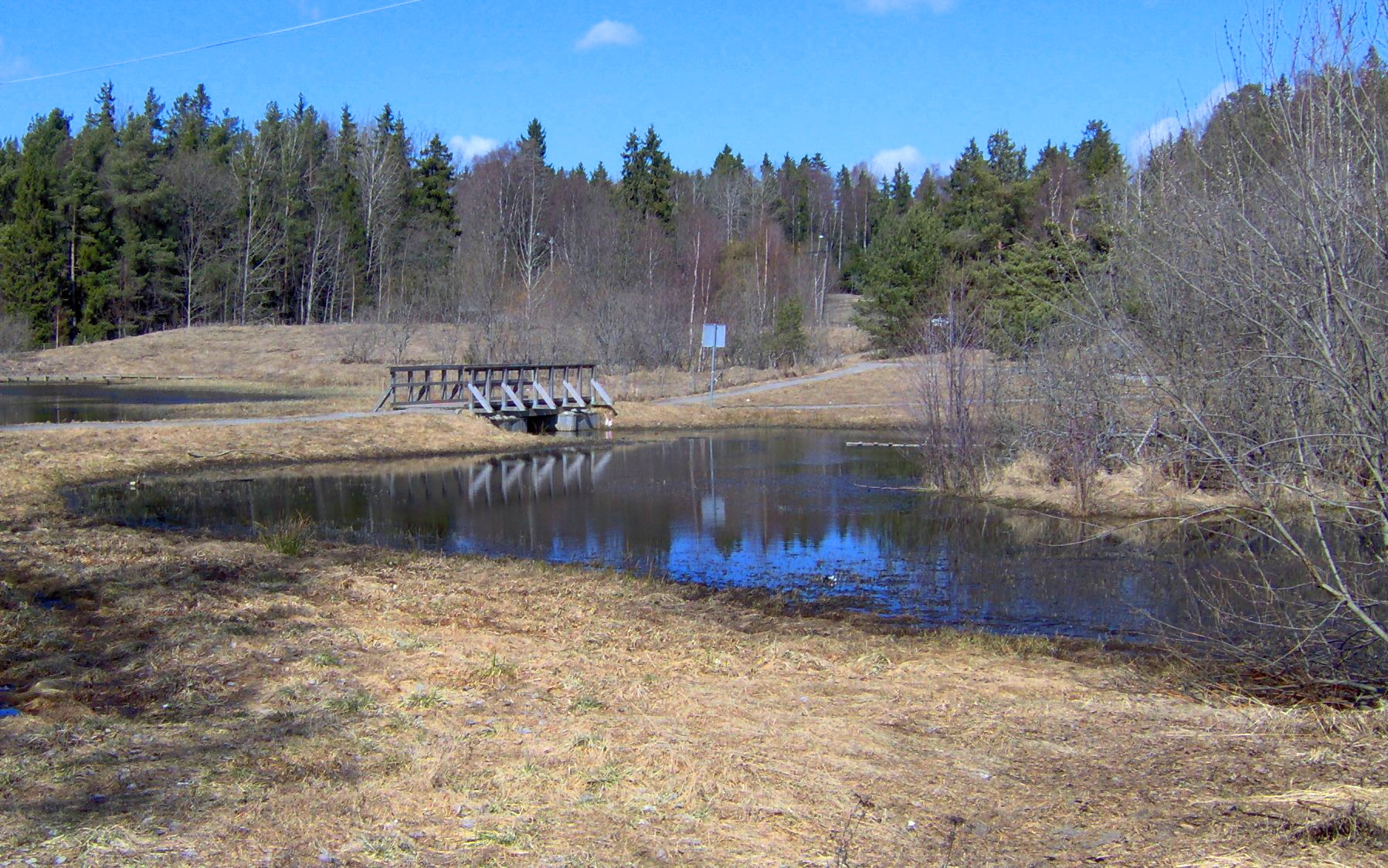
Fullerstaåns översilningsängar vid Källbrinksskolan 2006.

Fullerstaån är ett vattendrag i Huddinge kommun söder om Stockholm. Fullerstaån rinner från Gömmaren till Trehörningen, Sjödalen i Huddinge och är cirka sex kilometer lång fågelvägen.

## Beskrivning
Fullerstaåns källa är sjön Gömmaren i Gömmarens naturreservat. Ån rinner genom ett långt våtmarksområde vid Fullersta kvarn vilket reglerade vattennivån för kvarnen. Den fortsätter ned mot Källbrinks IP där översilningsängar anlagts. Dessa ängar ger bete åt får och andra djur. Sedan rinner den vidare utefter Åvägen och tar hand om dagvattnet som renas i Kyrkdammen vid Huddingevägens pelare/viadukt. Kyrkdammen är ett friluftsområde med sin meander. Många fåglar finns och trivs i Kyrkdammen. Ån försvinner sedan in i en 2,4 kilometer lång kulvert under Huddinge centrum och vidare till sjön Trehörningen. 
Kapaciteten för Fullerstån är nästan 1 000 liter per sekund. Flödet i medeltal för ån är drygt 50 liter per sekund och år.

## Bilder

Fullerstaån vid Fullersta kvarn
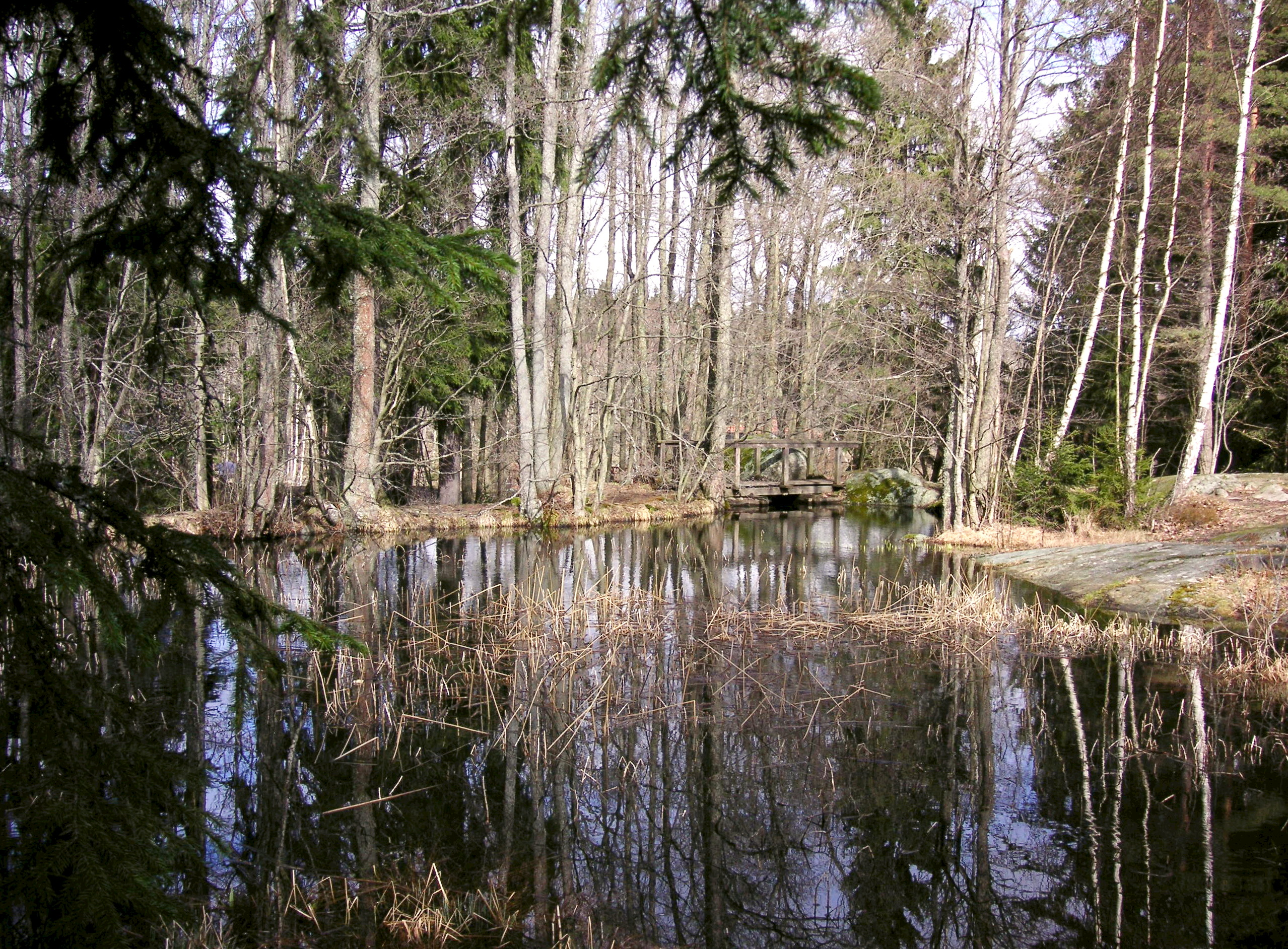
Kvarndammen
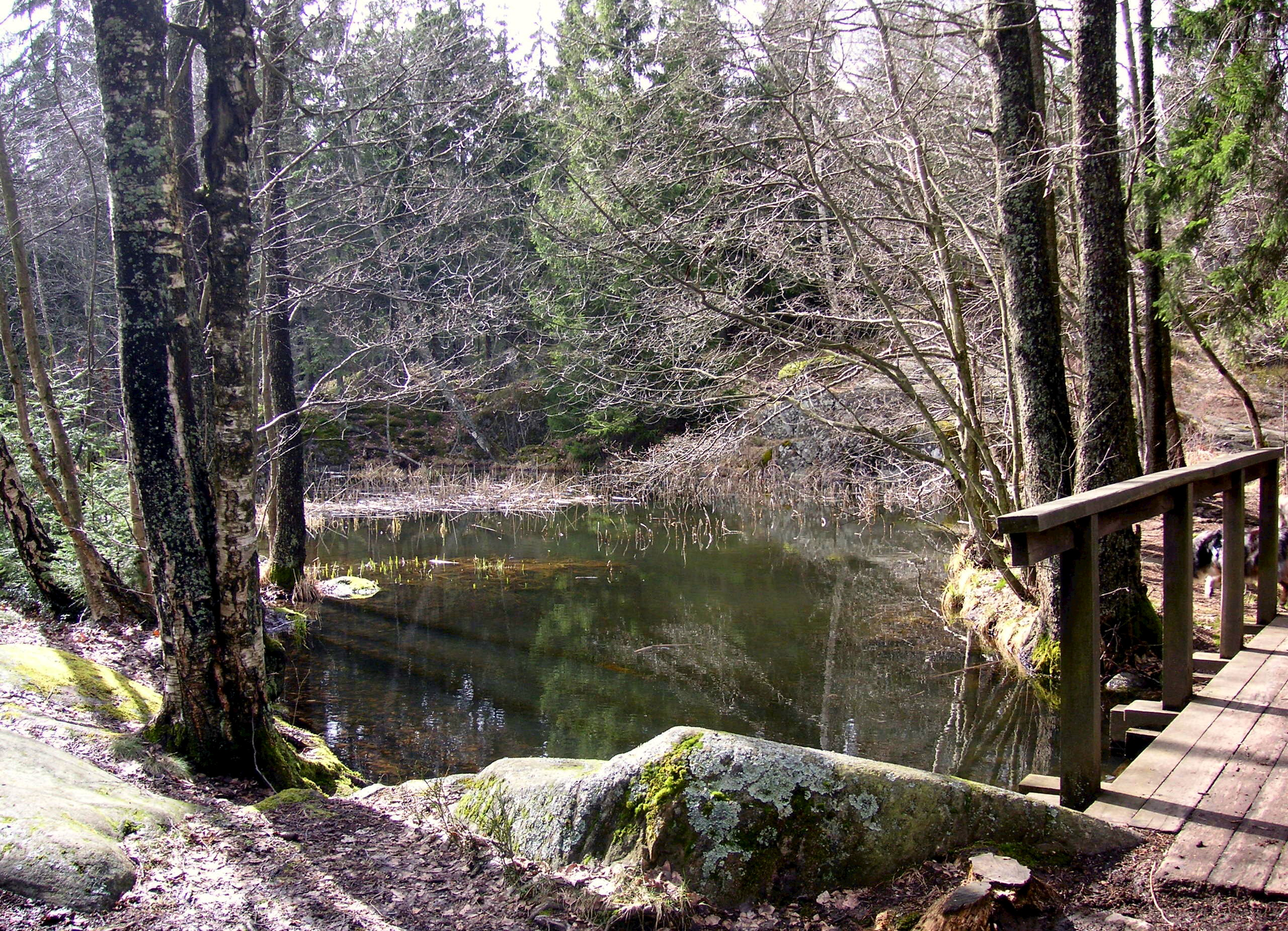
Kvarndammen och bron
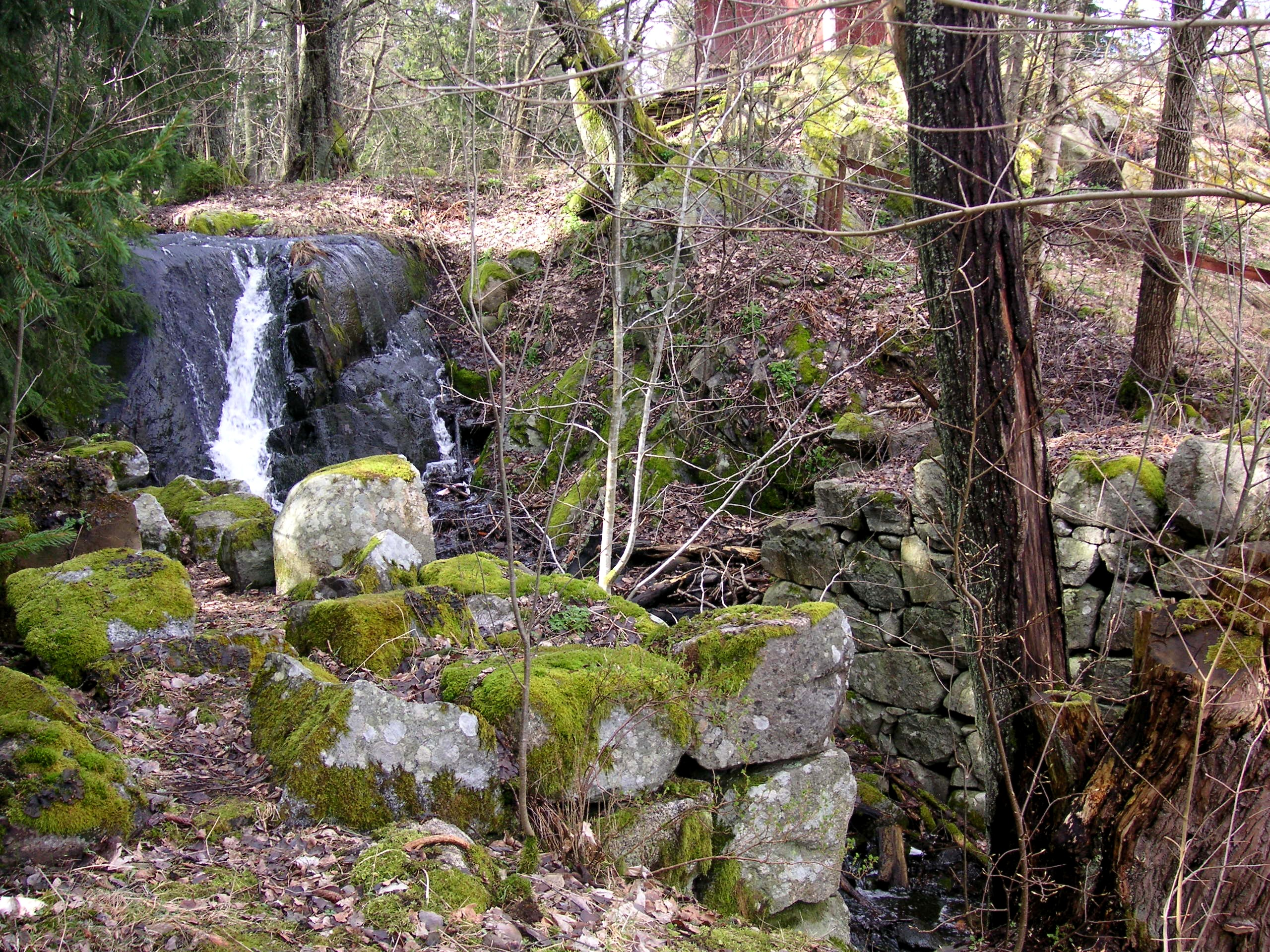
Kvarnfundamentet
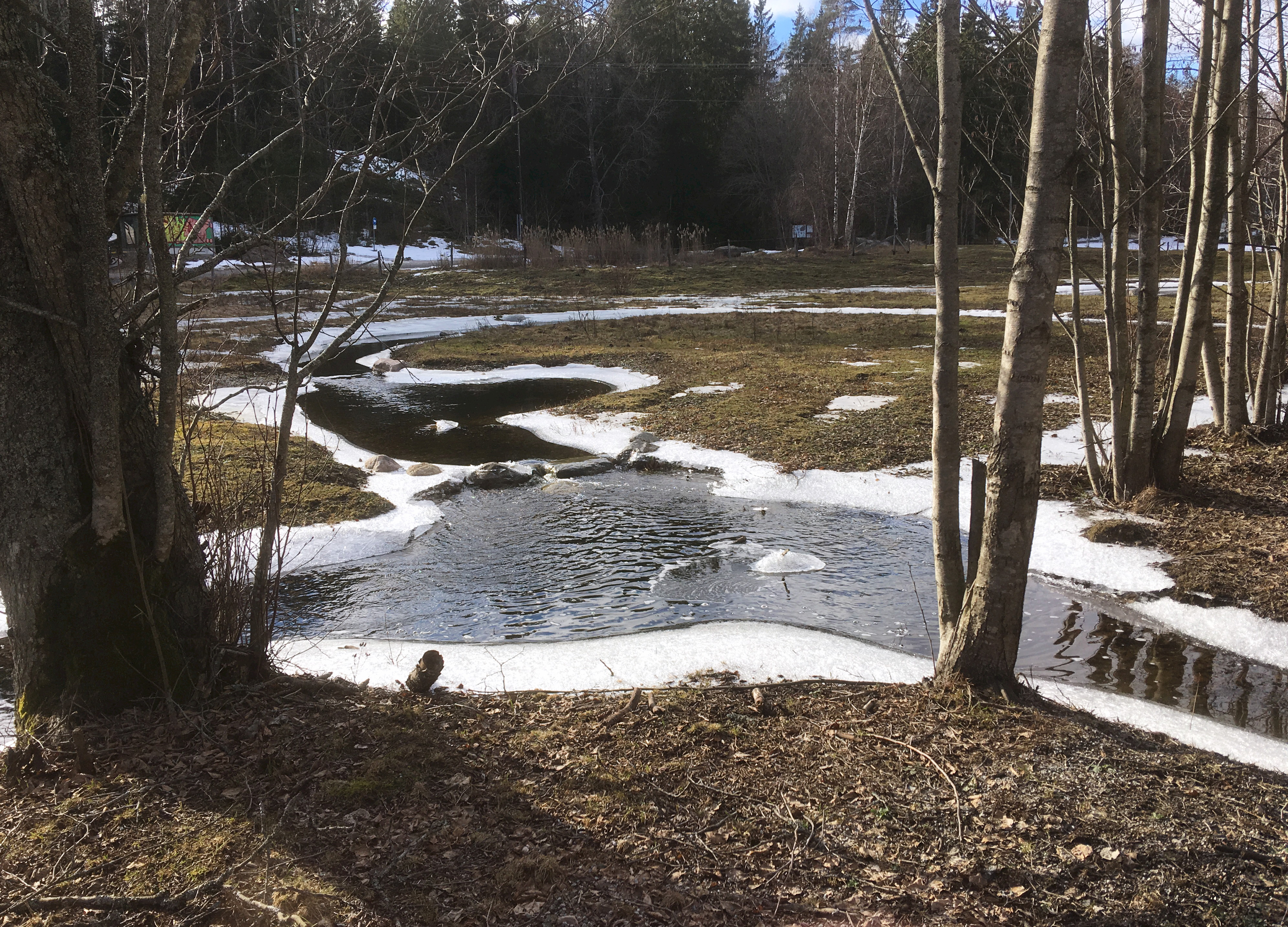
Meanderbäck vid Fullersta kvarn